# Епархија осечкопољска и барањска
Епархија осјечкопољска и барањска је епархија Српске православне цркве.
Надлежни архијереј је епископ Херувим (Ђермановић), а сједиште епархије се налази у Даљу гдје је и Саборна црква.

## Историја
Осјечко поље је назив с почетка 18. вијека за подручје које је обухватало сав крај око града Осијека, тачније међурјечја доњег тока Драве, Дунава и практично цијелога тока ријеке Вуке. Прво помињање забиљежено је на сабору у манастиру Крушедолу (1710) на коме је епископ Софроније изабран за врховног митрополита Срба под хабзбуршком влашћу, а подручје „осјечког поља“ дато је на старање новоизабраном епископу Никанору (Мелентијевићу), као епископу „мохачком, сигетском и осечкопољском“. Осјечкопољска епархија постоји као самостална све до 1758. када је припојена Архидијецези карловачкој (сремској).
Све до 1991. осечкопољска Епархија је била дио Сремске епархије. Затим, Свети архијерејски сабор Српске православне цркве је 22. маја 1991. васпоставио и обновио осечкопољску Епархију и истој придружио цијелу Барању, тако да добија данашњи назив — осечкопољска и барањска Епархија. Сутрадан, 23. маја, Сабор је за епископа осечкопољског и барањског изабрао архимандрита Лукијана (Владулова), настојатеља манастира Бођани.
Сједиште епископа данас је у вароши Даљу, гдје се налази некадашња љетна резиденција српских патријараха (некадашњи „Патријаршијски спахилук у Даљу“).

## Намјесништва
Владичанство осечкопољско и барањско има четири архијерејска намјесништва. У њима активно служи 39 свештеника, 5 ђакона и 3 монаха. Епархија има један манастир, посвећен Успењу Пресвете Богородице, а налази се у Даљској Планини.
Архијерејска намјесништва су:
- Осјечко,
- Вуковарско
- Барањско и
- Боровско

## Епископи
- Јефрем Јанковић Тетовац, Епископ мохачки 1694-1700. отишао у Русију и тамо је постао Митрополит суздаљски и јурјевски
- Никанор Мелентијевић од 1710.
- Максим Гавриловић од 1721.

Као самостална епархија остала је до 1733. године када је укинута. Њен угарски део придружен је будимској Епархији, а славонски део Сремској архидијацези. Међутим, већ Патријарх Арсеније Четврти (Јовановић) предао је Епархију осечкопољску на духовно старање, 1746. године, своме Епископу Јовану (Георгијевићу).
- Јован Ђорђевић 1746-1749.

Убрзо, после избора новог митрополита 1748. године, Архијерејски Синод придружио је осечкопољску Епархију поново славонско-пакрачкој. Од 1758. године Епархија осечкопољска дефинитивно је дошла у састав Сремске дијацезе, у чијем саставу остала до 1991. године.
- Лукијан Владулов 1991-2017.
- Иринеј Буловић,администратор 2017-2018.
- Херувим Ђермановић од 2018.

## Манастири
1. Манастир Брана
2. Даљ Планина